# Tassin Hangbè
Tassi Hangbé (Ahangbe ou Na Hangbe) règne sur le royaume du Danhomè en tant que reine d'Abomey de 1708 à 1711 et succède à son frère jumeau Akaba. Peu de choses sont connues sur elle car elle a été largement effacée de l'histoire officielle du Dahomey. La plupart des connaissances sont à travers différentes histoires orales. Cependant, il est souvent considéré qu'elle est devenue reine après la mort soudaine du roi Akaba en 1708 car son plus vieux fils, Agbo Sassa, était trop jeune. Il existe des divergences sur la durée et l'étendue de son règne. Elle était en faveur d'Agbo Sassa dans la lutte de succession avec Agadja ; Agadja devenu roi, son histoire a largement été oblitérée.

## Régente du Dahomey
Fille de Houegbadja et sœur jumelle d'Akaba, Hangbé a un frère cadet nommé Dossou, qui est le nom traditionnel du frère cadet de jumeaux, et qui prend ensuite le nom d'Agadja en accédant au trône. 
Akaba devient roi de Dahomey vers 1685. Par la suite, il décède à la veille d'une bataille décisive. Il est alors décidé de cacher sa mort en déguisant sa sœur jumelle Hangbé afin de ne pas décourager les combattants. Le combat gagné, Hangbé remplace son frère comme reine du royaume mais cette fois sous son vrai nom.
Elle est connue pour avoir créé une armée de guerrières, les Agojié (désignée plus tard par les historiens européens sous le nom des Amazones du Dahomey). Elle a aussi créé un comité pour les femmes afin de leur apprendre les métiers traditionnellement masculins ; elle veille à ce que les hommes et les femmes participent aux mêmes travaux de force,.
Les traditions orales sont en désaccord sur ce qui s'est passé ensuite. Une version raconte que son fils unique a été mis à mort pour empêcher toute réclamation au trône, tandis que Hangbé, dégoûtée du choix d'Agadja et de l'exécution de son fils, s'est déshabillée devant le conseil et a lavé ses organes génitaux pour montrer son mépris envers leur décision. D'autres versions ont vu son fils rester en vie, mais un discours de colère de Hangbé à l'adresse des conseils incluait une prédiction selon laquelle cela conduirait à la conquête du Dahomey par les Européens.